# Histeria de abuso sexual en las guarderías
La histeria por abuso sexual en las guarderías fue un pánico moral que se produjo principalmente en el decenio de 1980 y a principios del de 1990 y en el que se presentaron cargos contra los encargados de las guarderías por varias formas de abuso infantil, incluido el abuso ritual satánico. Un caso sucedido en el condado de Kern, California, puso por primera vez el tema del abuso sexual en las guarderías en el primer plano de la conciencia pública, y el tema ocupó un lugar destacado en la cobertura de las noticias durante casi una década. Al caso del condado de Kern siguieron otros casos en otros lugares de los Estados Unidos, así como en el Canadá, Nueva Zelanda, Brasil y varios países europeos. 

## Causas

### Ansiedad
A finales de los 70 y principios de los 80, cada vez más madres trabajaban fuera de casa, lo que dio lugar a la apertura de un gran número de guarderías. La ansiedad y la culpa por dejar a los niños pequeños con extraños pudo haber creado un clima de miedo y disposición a creer en falsas acusaciones.

### Sugerencias y falsas acusaciones al entrevistar a los niños
Los niños son vulnerables a las influencias externas que conducen a la fabricación del testimonio. Su testimonio puede ser influenciado de varias maneras. 
Maggie Bruck en un artículo publicado por la Asociación Americana de Psicología escribió que los niños incorporan aspectos de las preguntas del entrevistador en sus respuestas en un intento de decirle al entrevistador lo que el niño cree que se busca. Los estudios también muestran que cuando los adultos hacen a los niños preguntas que no tienen sentido (como "¿es la leche más grande que el agua?" o "¿es el rojo más pesado que el amarillo?"), la mayoría de los niños ofrecerán una respuesta, creyendo que hay una respuesta que dar, en lugar de entender lo absurdo de la pregunta. Además, las  preguntas repetidas a los niños hacen que cambien sus respuestas. Esto se debe a que los niños perciben las preguntas repetidas como una señal de que no dieron la respuesta "correcta" anteriormente. Los niños también son especialmente susceptibles a las preguntas sugestivas. Algunos estudios han demostrado que sólo un pequeño porcentaje de niños producen informes ficticios de abuso sexual por su cuenta. Otros estudios han demostrado que los niños subestiman los casos de abuso.
El sesgo del entrevistador también juega un papel importante en la formación del testimonio de los niños. Cuando un entrevistador tiene una noción preconcebida de la verdad del asunto que se está investigando, el interrogatorio se lleva a cabo de manera que se extraigan declaraciones que apoyen estas creencias. Como resultado, el entrevistador nunca busca pruebas que puedan refutar la creencia. Además, el refuerzo positivo por parte del entrevistador puede empañar el testimonio de los niños. A menudo ese refuerzo se da para fomentar el espíritu de cooperación del niño, pero el tono imparcial puede desaparecer rápidamente cuando el entrevistador asiente con la cabeza, sonríe u ofrece aliento verbal a declaraciones "útiles". Algunos estudios muestran que cuando los entrevistadores hacen declaraciones tranquilizadoras a los niños testigos, es más probable que los niños fabriquen historias de hechos pasados que nunca se produjeron
La presión de los compañeros también influye en los niños para fabricar historias. Los estudios muestran que cuando se le dice a un niño testigo que sus amigos ya han testificado que ocurrieron ciertos eventos, es más probable que el niño testigo cree una historia que concuerde. El estatus del entrevistador también puede influir en el testimonio de un niño, porque cuanto más autoridad tenga un entrevistador, como un oficial de policía, más probabilidades tendrá el niño de cumplir con la motivación de esa persona.
Por último, si bien hay partidarios del uso de muñecos anatómicamente correctos para interrogar a las víctimas de abusos o molestias sexuales, también hay críticos de esta práctica. Estos críticos dicen que debido a la novedad de las muñecas, los niños realizarán actos sexuales explícitos con ellas, incluso si no han sido abusados sexualmente. Otra crítica es que, debido a que los estudios que comparan las diferencias entre la forma en que los niños que han sufrido abusos y los que no los han sufrido juegan con estas muñecas son contradictorios (algunos estudios sugieren que los niños que han sufrido abusos sexuales juegan con muñecas anatómicamente correctas de una forma más explícita que los niños que no han sufrido abusos, mientras que otros estudios sugieren que no existe ninguna correlación), es imposible interpretar lo que se quiere decir con la forma en que un niño juega con estas muñecas.

## Cronograma
- 1982 - Casos de abuso infantil en el condado de Kern
- 1983 - Caso McMartin en California
- 1984 - La guardería de Fells Acres
- 1984 - Bernard F. Baran Jr., condenado en 1985, exonerado de 2009
- 1985 - Caso Bronx Five
- 1985 - Guardería infantil Wee Care en Nueva Jersey en abril
- 1987 - Escándalo de abuso infantil en Cleveland en Inglaterra
- 1987 - Comienzan los casos de Friedman
- 1989 - Caso de abuso sexual Glendale Montessori en Stuart, Florida
- 1989 - Escándalo de la guardería Little Rascals en Edenton, Carolina del Norte
- 1990 - Todos los cargos retirados en el juicio de McMartin
- 1991 - Dan y Fran Keller, Fran's Daycare Center, Oak Hill, Texas
- 1991 - Christchurch Civic Creche, Nueva Zelanda, involucrando a Peter Hugh McGregor Ellis
- 1992 - Kaare Sortland es asesinado luego de ser declarado inocente de abuso infantil
- 1992 - Escándalo de Martensville, Martensville, Saskatchewan, Canadá
- 1994 - Caso de redes de sexo de Wenatchee
- 1996 - Se revocan las condenas en el caso de abuso infantil del condado de Kern
- 2013 - Dan y Fran Keller liberados de prisión, cuatro años antes de ser declarados inocentes de los cargos en su contra.

## Casos significativos

### Caso McMartin
El caso del niño McMartin fue el primer caso de abuso en una guardería que recibió gran atención de los medios de comunicación en los Estados Unidos. El caso se centró en el niño en edad preescolar McMartin de Manhattan Beach (California), donde siete maestros fueron acusados de secuestrar niños, llevarlos en un avión a otro lugar y obligarlos a practicar sexo en grupo, así como de obligarlos a ver cómo se torturaba y mataba a los animales. El caso también incluía acusaciones de que se había obligado a los niños a participar en extraños rituales religiosos y se les había utilizado para hacer pornografía infantil. El caso comenzó con una sola acusación, hecha por la madre - que más tarde se descubrió que era una esquizofrénica paranoica - de uno de los estudiantes, pero creció rápidamente cuando los investigadores informaron a los padres de la acusación y comenzaron a entrevistar a otros estudiantes. El caso llegó a los titulares de todo el país en 1984, y siete profesores fueron arrestados y acusados ese año. Sin embargo, cuando un nuevo fiscal de distrito se hizo cargo del caso en 1986, su oficina volvió a examinar las pruebas y retiró los cargos contra todos los acusados originales, excepto dos. Sus juicios se convirtieron en uno de los juicios penales más largos y costosos de la historia de los Estados Unidos, pero en 1990 también se retiraron todos estos cargos. Tanto los jurados del juicio como los investigadores académicos criticaron posteriormente las técnicas de entrevista que los investigadores habían utilizado en sus investigaciones de la escuela, alegando que los entrevistadores habían "persuadido" a los niños para que hicieran acusaciones infundadas, haciendo repetidamente a los niños las mismas preguntas y ofreciendo diversos incentivos hasta que los niños denunciaron haber sufrido abusos. La mayoría de los estudiosos coinciden ahora en que las acusaciones que estas entrevistas suscitaron en los niños eran falsas. La socióloga Mary de Young y el historiador Philip Jenkins han citado el caso McMartin como el prototipo de una ola de acusaciones e investigaciones similares entre 1983 y 1995, que dio lugar a un pánico moral.

### Country Walk
En 1985, Frank Fuster (Francisco Fuster-Escalona), propietario del servicio de niñeras de Country Walk en el suburbio de Country Walk de Miami, Florida, fue declarado culpable de 14 cargos de abuso. Fue sentenciado a prisión con una duración mínima de 165 años. Las presuntas víctimas de Fuster testificaron que las guiaba en rituales satánicos y las aterrorizaba obligándolas a observar cómo mutilaba a los pájaros, una lección para los niños que podrían revelar el abuso.  Fuster había sido condenado anteriormente por homicidio y por abusar de un niño de 9 años. Los psicólogos infantiles de la Universidad de Miami, Laurie y Joseph Braga, recurrieron al interrogatorio coercitivo de las presuntas víctimas cuando no se obtuvieron las respuestas deseadas. La esposa de Fuster (Ileana Flores) se retractó de su testimonio ante el tribunal en una entrevista con Frontline, diciendo que la habían mantenido desnuda en aislamiento y sometida a otras formas de coacción física y psicológica hasta que aceptó testificar contra su marido.
El caso fue llevado por la fiscal del condado de Dade, Janet Reno. El caso también inspiró un libro de 1986 y una película para televisión de 1990 llamada Actos Inefables. En 2020, Fuster sigue cumpliendo una condena de 165 años de prisión, lo que supuestamente lo convierte en la última persona encarcelada en esta histeria.

### La guardería de Fells Acres
En abril de 1984, Gerald Amirault fue arrestado y acusado de abusar de los niños a su cargo en la guardería de Fells Acres en Malden, Massachusetts. Después de que Amirault le cambiara los pantalones a un niño que se había mojado, la madre, el tío y el terapeuta del niño lo interrogaron durante un período de meses, hasta que el niño alegó que Amirault había estado abusando sexualmente de él. La madre del niño llamó entonces a una línea telefónica de ayuda contra el abuso infantil para informar de que su hijo había sido víctima de abusos sexuales, y Amirault fue arrestado poco después En el juicio de 1986, Amirault fue declarado culpable de agredir y violar a nueve niños y condenado a treinta o cuarenta años en la prisión estatal. En un juicio separado, su madre, Violet Amirault, y su hermana, Cheryl Amirault LeFave, también fueron declaradas culpables de cargos similares y condenadas a prisión por un período de ocho a veinte años. Según Richard Beck, el caso se desarrolló "de la manera habitual" en comparación con otros casos de pánico moral, con más y más niños haciendo alegaciones cada vez más extrañas contra el acusado durante el curso de la investigación. Las acusaciones incluían informes de "payasos malos", robots, "cuartos mágicos" y animales torturados. Según Beck, uno de los fiscales responsables del caso comentó que convencer a los niños de que hicieran acusaciones había sido como "sacar sangre de una piedra". 
En 1995, la periodista Dorothy Rabinowitz del Wall Street Journal cuestionó el testimonio de los niños que había sido obtenido con técnicas de interrogatorio dudosas, escribiendo, "ninguna persona cuerda que lea las transcripciones de estos interrogatorios puede dudar de las fabricaciones al por mayor de las pruebas sobre las que se construyó este caso". Rabinowitz fue finalista en 1996, y ganadora en 2001, del premio Pulitzer de comentarios por sus columnas en el periódico sobre el tema, e hizo del caso de Amirault una pieza central de su libro No Crueler Tyrannies: Acusación, falso testimonio y otros terrores de nuestro tiempo. A Violet y Cheryl se les concedió un nuevo juicio en 1997, sobre la base de que se les había negado el derecho a enfrentarse a sus acusadores y que no habían sido representadas adecuadamente en el juicio, pero Violet murió y un juez redujo la sentencia de Cheryl al tiempo cumplido antes de que el nuevo juicio pudiera proceder. En 2001, la Junta de Indultos de Massachusetts recomendó que se conmutara la sentencia de Gerald, citando la "duda sustancial" sobre su culpabilidad. Se le concedió la libertad condicional en 2003. Al escribir sobre el caso en el momento de la liberación de Gerald, The Economist sugirió en un editorial que si bien los Amirault habían mantenido su inocencia durante mucho tiempo y habían atraído a una "serie de partidarios prominentes" que creían que habían sido condenados erróneamente, "muchos otros siguen creyendo que el Sr. Amirault cometió los delitos".

### Bernard Baran
El 4 de octubre de 1984, una pareja de drogadictos que actuaban como informantes de la policía llamó a su contacto en el departamento de policía de Pittsfield, Massachusetts, para acusar a Bernard Baran de abusar de su hijo. El niño asistió al Centro de Desarrollo Infantil Temprano (ECDC) gestionado por el gobierno, donde Baran, un joven abiertamente gay de 19 años, trabajaba como ayudante de maestro. Los acusadores se habían quejado previamente a la junta directiva de que "no querían a ningún homo" cerca de su hijo.
A los pocos días de la primera denuncia, la ECDC organizó un espectáculo de marionetas y entregó cartas a los padres notificándoles sobre un niño con gonorrea en la guardería. Surgieron otras cinco acusaciones. Baran fue juzgado en el juzgado del condado de Berkshire 105 días después de la primera acusación, una rapidez que se notó en los fallos judiciales posteriores. La sala del tribunal se cerró durante el testimonio de los niños, lo que Baran alegó que violaba su derecho a un juicio público. El abogado defensor de Baran fue declarado ineficaz más tarde. Baran fue condenado el 30 de enero de 1985 por tres cargos de violación de un niño y cinco cargos de agresión con lesiones. Fue sentenciado a tres cadenas perpetuas más 8 a 20 años por cada cargo. Mantuvo su inocencia a lo largo de su caso. En 1999 un nuevo equipo legal se hizo cargo de su caso. En 2004 comenzaron las audiencias en una moción para un nuevo juicio. En 2006, a Baran se le concedió un nuevo juicio y fue liberado con una fianza de 50.000 dólares. En mayo de 2009, el Tribunal de Apelaciones de Massachusetts ratificó el nuevo fallo del juicio, anulando las condenas de 1985. La Fiscalía del Condado de Berkshire desestimó los cargos originales y el expediente de Baran quedó limpio.[50][cita requerida]

### Los Cinco del Bronx
El fiscal Mario Merola llevó a cabo un proceso que condujo a la condena de cinco hombres, incluyendo a Nathaniel Grady, un ministro metodista de 47 años, por abusar sexualmente de niños en guarderías en todo el Bronx. Grady pasó diez años en prisión antes de ser liberado en 1996. 
Tres empleados de otra guardería del Bronx fueron arrestados en agosto de 1984 bajo los cargos de abusar de al menos diez niños a su cargo. Investigadores federales y de la ciudad interrogaron a docenas de niños en la guardería. Utilizaron "muñecos, palabras suaves y un enfoque silencioso". Más niños denunciaron haber sufrido abusos sexuales, elevando el total a 30. Tres guarderías más también fueron investigadas por abuso sexual. El 11 de agosto de 1984, fueron cortados los fondos federales al programa preescolar Head Start en la guardería de Praca y tres empleados fueron arrestados. En junio de 1985, la guardería fue reabierta con un nuevo patrocinio.
En enero de 1986, Albert Algerin, empleado en la guardería de Praca, fue condenado a 50 años por violación y abuso sexual. En mayo, el empleado de Praca, Jesús Torres, un antiguo ayudante de profesor, fue condenado a 40 años. El empleado de Praca Franklin Beauchamp hizo que su caso fuera anulado en el Tribunal de Apelaciones de Nueva York en mayo de 1989.
Las cinco condenas fueron finalmente anuladas.

### Guardería infantil Wee Care
En Maplewood, Nueva Jersey, en abril de 1985, Margaret Kelly Michaels fue acusada de 299 delitos en relación con la agresión sexual de 33 niños. Michaels negó los cargos. "La fiscalía presentó testigos expertos que dijeron que casi todos los niños presentaban síntomas de abuso sexual". Los testigos de la fiscalía testificaron que los niños "habían regresado a conductas tales como mojar la cama y defecar en su ropa". Los testigos dijeron que los niños tenían miedo de quedarse solos o de permanecer en la oscuridad". Algunos de los otros profesores testificaron en su contra."La defensa argumentó que Michaels no tuvo el tiempo o la oportunidad de haber hecho todo aquello por lo que se le acusaba sin que alguien la viera.
Michaels fue sentenciada a 47 años en el "caso del sexo". Michaels "le dijo al juez que confiaba en que su condena sería revocada en la apelación". Después de cinco años en prisión su apelación tuvo éxito y la sentencia fue revocada por un tribunal de apelaciones de Nueva Jersey. La Corte Suprema de Nueva Jersey confirmó la decisión del tribunal de apelaciones y declaró que "las entrevistas de los niños fueron altamente impropias y utilizaron métodos coercitivos e indebidamente sugestivos". Un panel de tres jueces dictaminó que se le había negado un juicio justo, porque "la acusación del caso se había basado en un testimonio que debería haber sido excluido porque utilizaba indebidamente la teoría de un experto, llamada el síndrome de adaptación al abuso sexual infantil, para establecer la culpabilidad". El juez original también fue criticado "por la forma en que permitió a los niños dar testimonio televisado desde su despacho".

### Glendale Montessori
James Toward y Brenda Williams fueron acusados de secuestrar y abusar sexualmente de seis niños que habían asistido a Glendale Montessori en Stuart, Florida, como preescolares en 1986 y 1987. Los investigadores afirmaron conocer hasta 60 víctimas, en su mayoría de 2 a 5 años de edad
En 1988, Williams, una gerente de oficina, fue declarada culpable y condenada a 10 años de prisión. No se opuso a los cargos de sexo e intento de secuestro de cinco niños y fue liberada de la prisión en 1993 después de cumplir cinco años. En 1989, Toward, propietario de la escuela Glendale Montessori, se declaró culpable de los cargos de abuso sexual de niños y recibió una sentencia de 27 años. Aunque técnicamente mantuvo su inocencia, permitió que ser declarado culpable, condenándole por haber abusado sexualmente de seis niños o por secuestrarlos. Toward fue puesto en compromiso involuntario debido a la Ley Jimmy Ryce. Aunque mantuvo su inocencia, Toward dijo que se declaró culpable para evitar una casi segura sentencia de por vida.

### Pequeños granujas
En Edenton, Carolina del Norte, en enero de 1989, un padre acusó a Bob Kelly de abuso sexual. En los meses siguientes, las investigaciones y la terapia condujeron a acusaciones contra docenas de otros adultos de la ciudad, que culminaron con el arresto de siete adultos.
A pesar de la gravedad de algunos de los actos alegados, los padres no notaron ningún comportamiento anormal en sus hijos hasta después de que se hicieran las acusaciones iniciales. [cita requerida]El juicio de Bob Kelly duró ocho meses y el 22 de abril de 1992, fue condenado por 99 de los 100 cargos en su contra[cita requerida]. En 1995, el Tribunal de Apelaciones de Carolina del Norte concedió nuevos juicios a dos acusados, incluyendo a Kelly. Los cargos fueron finalmente retirados para ambos.
El resto de los acusados recibió diferentes sentencias.

### Dale Akiki
Dale Akiki, un hombre con retraso en el desarrollo y con el síndrome de Noonan, fue acusado de abuso de rituales satánicos en 1991. Akiki y su esposa eran voluntarios atendiendo niños en la Capilla de la Fe en Spring Valley, California. Las acusaciones comenzaron cuando una joven le dijo a su madre: "[Akiki] me mostró su pene", tras lo cual la madre se puso en contacto con la policía. Después de los interrogatorios, otros nueve niños acusaron a Akiki de matar animales, como una jirafa y un elefante, y de beber su sangre delante de los niños. Fue declarado inocente de los 35 cargos de abuso y secuestro de niños en su juicio de 1993.
En 1994, el Gran Jurado del Condado de San Diego revisó los casos de Akiki y concluyó que no había razón para seguir con la teoría del abuso ritual. El 25 de agosto de 1994, presentó una demanda contra el Condado de San Diego, Faith Chapel Church, y muchos otros, que resultó en una indemnización de 2 millones de dólares. Los defensores públicos de Akiki recibieron el premio al Defensor Público del Año por su trabajo en la defensa de Akiki. [cita requerida]

### Juicio sobre el abuso y ritual satánico de Oak Hill
Frances Keller y su marido, Dan Keller, ambos de Austin, Texas, fueron condenados por abusar sexualmente de una niña de 3 años a su cargo, y pasaron 21 años en prisión hasta su liberación en 2013.
El caso comenzó el 15 de agosto de 1991, cuando una niña de 3 años le dijo a su madre que Dan Keller la había lastimado. La madre y la hija iban de camino a una cita programada con el terapeuta de la niña, quien sacó detalles que incluían a Keller defecando en su cabeza y agrediéndola sexualmente con un bolígrafo. Durante el tiempo previo al juicio, otros dos niños de la guardería ofrecieron acusaciones similares. Según los niños, la pareja sirvió Kool-Aid con sangre y los obligó a tener sexo grabado en video con adultos y otros niños. Los Keller, dijeron, a veces llevaban batas blancas y velas encendidas antes de hacerles daño. Los niños también acusaron a los Keller de obligarlos a ver o participar en la matanza y desmembramiento de gatos, perros y un bebé que lloraba. Se desenterraban cuerpos en los cementerios y se cavaban nuevos agujeros para esconder los animales recién matados y, una vez, un transeúnte adulto fue muerto por disparos y desmembrado con una motosierra. Los niños recordaron varios viajes en avión, incluido uno a México, donde fueron víctimas de abusos sexuales por parte de los soldados antes de regresar a Austin a tiempo para reunirse con sus padres en la guardería.
La única prueba física de abuso en el caso fue presentada por Michael Mouw, médico de la sala de emergencias del Hospital Brackenridge, quien examinó a la niña de 3 años en 1991 la noche en que acusó por primera vez a Dan Keller de abuso. Mouw testificó en el juicio de Keller que encontró dos desgarros en el himen de la niña que coincidían con el abuso sexual y determinó que las lesiones tenían menos de 24 horas de antigüedad. Tres años después del juicio, mientras asistía a un seminario médico, Mouw dijo que una presentación de diapositivas sobre himen pediátrico "normal" incluía una foto idéntica a la que había observado en la niña.
El 26 de noviembre de 2013, la oficina del fiscal del distrito del Condado de Travis anunció que Fran Keller, ahora de 63 años, quedaba en libertad bajo fianza y que su marido, Dan Keller, que fue condenado al mismo tiempo, quedaría en libertad en el plazo de una semana en virtud de un acuerdo alcanzado con los abogados. "Hay una probabilidad razonable de que el falso testimonio (del experto médico) afectó el juicio del jurado y violó el derecho de Frances Keller a un juicio justo", dijo el fiscal de distrito.
El 20 de junio de 2017, la oficina del fiscal del condado de Travis anunció que el caso contra los Kellers había sido desestimado, citando la inocencia real. Se les concedió una indemnización de 3,4 millones de dólares del estado de Texas por los 21 años que pasaron en prisión.

### Los juicios por abuso infantil de Wenatchee
En Wenatchee, Washington, en 1994 y 1995, la policía y los trabajadores sociales del estado llevaron a cabo lo que entonces se llamó la investigación sobre abuso sexual infantil más extensa de la nación. Cuarenta y tres adultos fueron arrestados por 29.726 cargos de abuso sexual infantil que involucraban a 60 niños. Se acusó a padres, maestros de escuela dominical y un pastor, y muchos fueron condenados por abusar de sus propios hijos o de los hijos de otros en la comunidad. Sin embargo, los fiscales no pudieron aportar ninguna prueba física que apoyara los cargos. El principal testigo fue la hija adoptiva de 13 años del agente de policía Roberto Pérez, que había investigado los casos. Un jurado consideró que la ciudad de Wenatchee y el condado de Douglas, Washington, habían sido negligentes en las investigaciones de 1994-1995. En 2001, se concedieron 3 millones de dólares a una pareja que había sido acusada erróneamente en la investigación.

### Guardería Cívica de Christchurch
Peter Ellis, un trabajador de la guardería infantil de la Guardería Cívica de Christchurch, en Nueva Zelandia, fue declarado culpable de 16 cargos de abuso sexual contra niños en 1992 y cumplió siete años de prisión. También se detuvo a cuatro compañeras de trabajo por 15 cargos de abuso, pero fueron puestas en libertad después de que se retiraran esos cargos. Peter Ellis ha negado sistemáticamente cualquier tipo de abuso, y el caso sigue siendo considerado polémico por muchos neozelandeses.

### Escándalo sexual satánico de Martensville
En 1992 una madre de la ciudad de Martensville, en el centro de Saskatchewan, alegó que una mujer de la localidad que dirigía un servicio de guardería y un centro de atención diurna en su casa había abusado sexualmente de su hijo. La policía comenzó una investigación, lo que llevó a un fuerte aumento de las denuncias. Más de una docena de personas, incluidos cinco policías de dos fuerzas diferentes, se enfrentaron finalmente a más de 100 cargos relacionados con la dirección de un culto satánico llamado La Hermandad del Carnero, que supuestamente practicaba el abuso sexual ritualizado de numerosos niños en una "Iglesia del Diablo".
El hijo del dueño de la guardería fue juzgado y declarado culpable, luego un grupo de trabajo de la Real Policía Montada Canadiense se hizo cargo de la investigación. Concluyó que la investigación original fue motivada por "histeria emocional". En 2003, los acusados presentaron una demanda por enjuiciamiento indebido. En 2004, Richard y Kari Klassen recibieron 100.000 dólares cada uno, de la indemnización de 1,5 millones de dólares concedida por el enjuiciamiento malicioso.

### Documentales
- Capturando a los Friedman, controvertido documental de 2003.
- Witch Hunt, documental de 2008 producido y narrado por Sean Penn, sobre los casos de abuso infantil en el condado de Kern.
- Liberando a Bernie Baran, documental de 2010 sobre uno de los primeros casos.
- Acusación: The McMartin Trial, docudrama de HBO de 1995.